# Oksana Chwostenko
Oksana Jurijiwna Chwostenko (ukr. Оксана Юріївна Хвостенкo, ur. 27 listopada 1977 w Czernihowie) – ukraińska biathlonistka, czterokrotna medalistka mistrzostw świata, wielokrotna medalistka mistrzostw Europy.

## Kariera
Pierwszy sukces w karierze osiągnęła w 1996 roku, kiedy na mistrzostwach świata juniorów w Kontiolahti zdobyła srebrny medal w biegu indywidualnym. W zawodach Pucharu Świata zadebiutowała 7 grudnia 1996 roku w Östersund, zajmując 80. miejsce w sprincie. Pierwsze punkty zdobyła 30 listopada 2000 roku w Anterselvie, gdzie zajęła 13. miejsce w biegu indywidualnym. Na podium zawodów pucharowych pierwszy raz stanęła 13 grudnia 2006 roku w Hochfilzen, kończąc rywalizację w biegu indywidualnym na trzeciej pozycji. W zawodach tych wyprzedziły ją jedynie dwie Niemki: Andrea Henkel i Martina Glagow. W kolejnych startach jeszcze cztery razy stawała na podium, odnosząc przy tym jedno zwycięstwo: 21 stycznia 2007 roku w Pokljuce wygrała bieg masowy. Najlepsze wyniki osiągnęła w sezonie 2006/2007, kiedy zajęła dziewiąte miejsce w klasyfikacji generalnej i drugie w klasyfikacji biegu masowego.
Wspólnie z Iryną Merkuszyną, Oksaną Jakowlewą i Ołeną Petrową zdobyła srebrny medal w sztafecie na mistrzostwach świata w Chanty-Mansyjsku w 2003 roku. Kolejne trzy medale wywalczyła podczas rozgrywanych w 2008 roku mistrzostw świata w Östersund. Najpierw zdobyła brązowy medal w sprincie, plasując się za Andreą Henkel i Rosjanką Albiną Achatową. Pięć dni później trzecie miejsce zajęła też w biegu indywidualnym, za kolejną Rosjanką - Jekatieriną Jurjewą i Martiną Glagow. Ponadto razem z Oksaną Jakowlewą, Witą Semerenko i Wałentyną Semerenko zdobyła srebro w sztafecie. Była też między innymi ósma w sprincie i biegu masowym na mistrzostwach świata w Hochfilzen w 2005 roku. Wielokrotnie zdobywała medale mistrzostw Europy, w tym złote w biegu pościgowym na ME w Nowosybirsku (2005) i w sztafecie na 
ME w Novym Měscie (2008).
W 2002 roku wystartowała na igrzyskach olimpijskich w Salt Lake City, gdzie w swoim jedynym starcie zajęła 29. miejsce w biegu indywidualnym. Na rozgrywanych cztery lata później igrzyskach w Turynie zajęła 20. miejsce w tej konkurencji, 49. w sprincie i 11. w sztafecie. Brała też udział w igrzyskach olimpijskich w Vancouver w 2010 roku, zajmując między innymi ósme miejsce w biegu indywidualnym, jedenaste w sprincie i szóste w sztafecie.
Odznaczona Orderem Księżnej Olgi III klasy.
W 2011 roku została zdyskwalifikowana na rok, po tym jak w próbce jej krwi pobranej podczas MŚ 2011 wykryto podwyższone stężenie efedryny. W wyniku dyskwalifikacji anulowano wszystkie jej wyniki od momentu pobrania próbki, tj. od dnia rozegrania sztafety kobiet na MŚ 2011, gdzie Ukrainki zajęły drugie miejsce.
Od 2001 roku jej mężem jest Wiaczesław Derkacz.

## Osiągnięcia

### Igrzyska olimpijskie
| Rok  | Miejscowość    | Konkurencje | Konkurencje | Konkurencje | Konkurencje | Konkurencje | Konkurencje | Konkurencje |
| Rok  | Miejscowość    | IN          | SP          | PU          | MS          | RL          | MR          | SR          |
| ---- | -------------- | ----------- | ----------- | ----------- | ----------- | ----------- | ----------- | ----------- |
| 2002 | Salt Lake City | 29.         | –           | –           | nd.         | –           | nd.         | –           |
| 2006 | Turyn          | 20.         | 49.         | DNF         | –           | 11.         | nd.         | –           |
| 2010 | Vancouver      | 8.          | 11.         | 22.         | 29.         | 6.          | nd.         | –           |

### Mistrzostwa świata
| Rok  | Miejscowość      | Konkurencje | Konkurencje | Konkurencje | Konkurencje | Konkurencje | Konkurencje | Konkurencje |
| Rok  | Miejscowość      | IN          | SP          | PU          | MS          | RL          | MR          | SR          |
| ---- | ---------------- | ----------- | ----------- | ----------- | ----------- | ----------- | ----------- | ----------- |
| 1999 | Kontiolahti/Oslo | 39.         | –           | –           | –           | –           | nd.         | –           |
| 2002 | Oslo             | nd.         | nd.         | nd.         | 29.         | nd.         | nd.         | –           |
| 2003 | Chanty-Mansyjsk  | 43.         | 20.         | 10.         | 27.         | 2.          | nd.         | –           |
| 2005 | Hochfilzen       | 9.          | 8.          | 15.         | 8.          | 7.          | nd.         | –           |
| 2005 | Chanty-Mansyjsk  | nd.         | nd.         | nd.         | nd.         | nd.         | 7.          | –           |
| 2007 | Anterselva       | 10.         | 16.         | 13.         | 12.         | 9.          | 10.         | –           |
| 2008 | Östersund        | 3.          | 3.          | 10.         | 21.         | 2.          | –           | –           |
| 2009 | Pjongczang       | 21.         | 34.         | 22.         | 21.         | DNF         | 11.         | –           |
| 2010 | Chanty-Mansyjsk  | nd.         | nd.         | nd.         | nd.         | nd.         | 6.          | –           |
| 2011 | Chanty-Mansyjsk  | –           | –           | –           | –           | DSQ         | 8.          | –           |

### Puchar Świata

#### Miejsca w klasyfikacji generalnej
| Sezon     | Miejsce |
| --------- | ------- |
| 1996/1997 | -       |
| 1998/1999 | -       |
| 2000/2001 | 62.     |
| 2001/2002 | 38.     |
| 2002/2003 | 41.     |
| 2004/2005 | 33.     |
| 2005/2006 | 41.     |
| 2006/2007 | 9.      |
| 2007/2008 | 16.     |
| 2008/2009 | 22.     |
| 2009/2010 | 26.     |
| 2010/2011 | 42.     |

#### Miejsca na podium chronologicznie
| Lp. | Dzień       | Rok  | Miejscowość     | Konkurencja                | Lokata | Pudła   | Czas biegu | Strata  | Zwycięzca      |
| --- | ----------- | ---- | --------------- | -------------------------- | ------ | ------- | ---------- | ------- | -------------- |
| 1.  | 13 grudnia  | 2006 | Hochfilzen      | Bieg indywidualny na 15 km | 3.     | 0+0+0+0 | 46:30,5    | +1:02,8 | Andrea Henkel  |
| 2.  | 21 stycznia | 2007 | Pokljuka        | Bieg masowy na 12,5 km     | 1.     | 0+0+0+0 | 41:55,9    | –       | –              |
| 3.  | 18 marca    | 2007 | Chanty-Mansyjsk | Bieg masowy na 12,5 km     | 2.     | 0+0+1+0 | 39:29,3    | +3,2    | Helena Jonsson |
| 4.  | 9 lutego    | 2008 | Östersund       | Sprint na 7,5 km           | 2.     | 0+0     | 20:06,3    | +23,2   | Andrea Henkel  |
| 5.  | 14 lutego   | 2008 | Östersund       | Bieg indywidualny na 15 km | 3.     | 0+0+1+0 | 46:48,3    | +2:24,4 | Martina Glagow |